# IPTF14hls

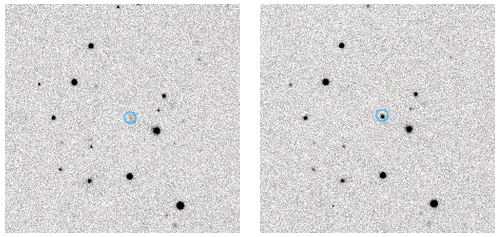
iPTF14hls před a po svém objevení

iPTF14hls je nezvyklá supernova v souhvězdí Velké Medvědice, jejíž výbuch byl poprvé zaznamenán v roce 1954 a poté několikrát od svého znovuobjevení v roce 2014 až do současnosti. Nachází se v mladé v trpasličí galaxii, zhruba 509 tisíc světelných let od nás, jež je ve fázi, kdy se v ní začínají formovat hvězdy, a předpokládá se, že tamní prostředí je chudé na kovové prvky, specificky železo. Podle odhadů je minimálně 50×, podle jiných zdrojů minimálně 95× hmotnější než Slunce.
iPTF14hls byla (novodobě) objevena observatoří Intermediate Palomar Transient Factory v září 2014 (objev zveřejněn na začátku listopadu 2014 CRTS (Catalina Real-time Survey) pod označením CSS141118:092034+504148. V lednu 2015 bylo na základě dostupných informací potvrzena exploze této supernovy a předpokládalo se, že během 100 následujících dnů se intenzita supernovy sníží (jako u supernov typu II-P). Místo toho ale proces exploze pokračoval a intenzita jasu se měnila minimálně pětkrát po více než 600 dnů a to až o 50 % předchozí hodnoty. Po kontrole v archivech byla nalezena událost výbuchu supernovy z roku 1954 na témž místě, v němž se iPTF14hls nachází.